# Orc (Pământul de Mijloc)

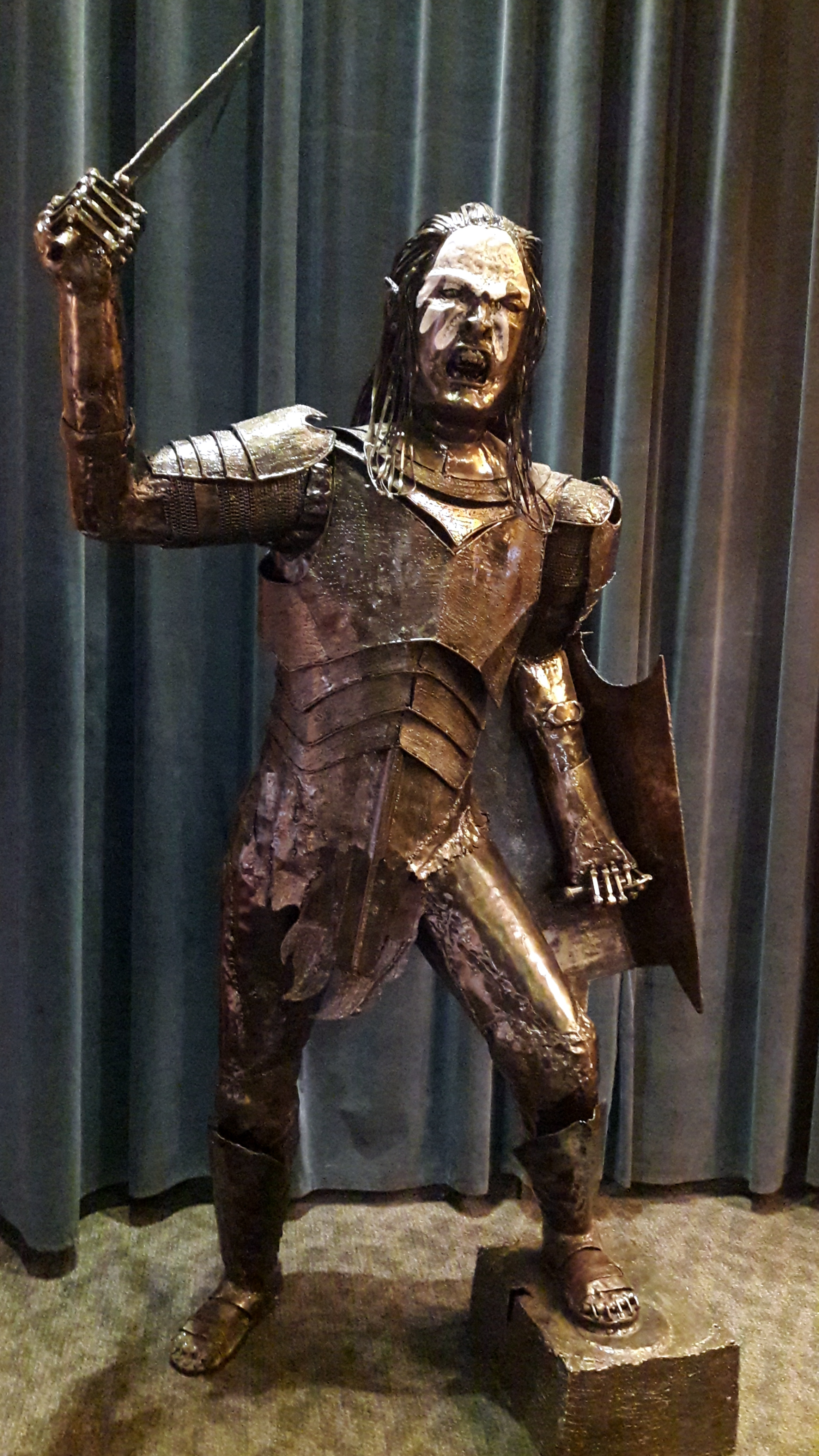

În romanele fantastice scrise de J. R. R. Tolkien, orcii sunt creaturi supuse forțelor malefice.